# 하인리히 7세 (신성 로마 황제)
하인리히 7세(독일어: Heinrich VII, 이탈리아어: Enrico VII, 1278년 또는 1279년 ~ 1313년 8월 24일)은 신성 로마 제국 황제(재위: 1312년 ~ 1313년)로서 룩셈부르크 왕가 출신의 첫 번째 황제였다.

1310년, 황제 자리에 오르고 북부와 중부 이탈리아 지역에 대한 지배력을 확보하기 위해 군대를 이끌고 알프스를 넘었다. 그 과정에서 스스로 문을 열지 않은 이탈리아 도시들에 가혹한 처우를 보여주었다. 마침내 1312년에 황제 자리에 올랐다. 하지만 1313년 나폴리 왕국을 공격하기 위해 군을 이끌던 와중에 사망했다.